# Asplenium semivarians
Asplenium semivarians är en svartbräkenväxtart som beskrevs av Ronald Louis Leo Viane och Reichst. Asplenium semivarians ingår i släktet Asplenium och familjen Aspleniaceae. Inga underarter finns listade.